# 長野県道147号芦田大屋停車場線
長野県道147号芦田大屋停車場線（ながのけんどう147ごう あしたおおやていしゃじょうせん）は、長野県北佐久郡立科町と上田市を結ぶ一般県道。

## 概要

### 路線データ
- 起点：北佐久郡立科町山部（芦田中央交差点、長野県道40号諏訪白樺湖小諸線交点）
- 終点：上田市大屋（しなの鉄道大屋駅）

## 通過する自治体
- 北佐久郡立科町
- 上田市

## 交差・接続する道路
- 長野県道40号諏訪白樺湖小諸線 - 北佐久郡立科町山部（芦田中央交差点、起点）
- 国道142号 - 北佐久郡立科町山部（山部交差点）
- 長野県道148号牛鹿望月線 - 北佐久郡立科町牛鹿
- 長野県道167号丸子北御牧東部線 - 北佐久郡立科町牛鹿※一部重複
- 長野県道81号丸子東部インター線 - 上田市大字塩川（坂井交差点）
- 国道152号 - 上田市大字塩川字石井（石井交差点・大屋駅前間）
- 長野県道483号大屋停車場田沢線・国道152号（=長野県道176号下原大屋停車場線重複） - 上田市大屋（しなの鉄道大屋駅、終点）